# Vicente Villagrán
El coronel Vicente Villagrán (24 de agosto de 1819 -  2 de agosto de 1867) fue un militar y funcionario público mexicano, nacido en Nopala de Villagrán, Hidalgo, que participó en la Guerra de Reforma y en la Segunda Intervención Francesa en México.

## Origen
Nació el 24 de agosto de 1819, en la ranchería el Pedregoso, en Nopala, entonces parte del Reino de México, una subdivisión del Virreinato de Nueva España (posterior Estado de México y actual Estado de Hidalgo). Fue hijo de Ignacia Gutiérrez y de Vicente Villagrán. Recibió su educación en Nopala, destacándose por ser estudioso e inteligente. Posteriormente se dedicó a la agricultura. 
El 16 de julio de 1843 aparece siendo primer socio de «Instancia Pública», para promulgar la Ley del 11 de junio de 1843, que se refería a la organización de la «República». El 5 de mayo de 1844 fue elegido miembro de la Junta de Vigilancia. El 4 de enero de 1845, en junta de jueces, fue nombrado depositario de los fondos de «Propios y Arbitrios», es decir, tesorero general de los fondos municipales. 
Habiendo decretado el Gobierno de la República, el 11 de septiembre de 1846, la «Ley sobre organización de la Guardia Nacional», así el 13 de noviembre de 1846, Villagrán fue elegido segundo alférez de la segunda Compañía. El 23 de abril de 1847 durante la Intervención estadounidense, fue nombrado capitán oficial cajero, para administrar el donativo de guerra. 
Fue elegido alcalde de Nopala en mayo de 1849, en noviembre de ese año, estableció la primera escuela en la Cabecera del municipio y promovió la construcción de edificios escolares en las rancherías del Jagüey, Dañú y Bathá. En 1851 fue nombrado miembro de la Comisión de Beneficencia Pública.  En 1852 el Gobierno requirió representantes para mejorar las vías de comunicación, así en abril de 1852, Villagrán fue designado como representante de Nopala y se trasladó a Tula con el fin de tratar con las autoridades de esta ciudad y los demás representantes, los puntos conducentes a la reconstrucción del camino México – Chihuahua. El 5 de diciembre de 1852 fue designado, por 122 votos, Elector de Ayuntamiento.

## La Guerra de Reforma
En 1854 se adhirió al Plan de Ayutla, como representante de su pueblo, su grupo se llamó los «Lanceros de la Libertad» y procedieron a tomar Ixmiquilpan, se une después a las fuerzas que dirigía en los llanos el general José de la Luz Moreno. En 1857 responde al llamado de Benito Juárez y se lanza una vez más a los campos de batalla. En 1858 sale rumbo a Guadalajara concurriendo a la defensa del puente de Tololotlán cuando éste fue atacado en diciembre del mismo año por Leonardo Márquez y Miguel Miramón, punto defendido por los Generales Coronado, Arteaga, Valle, Blanco, Pinzón y Escobedo. Poco después de esa batalla, Villagrán regresó a Nopala, donde en 1859 se desempeñó en la Comisión de Instrucción Primaria, estableciendo procedimientos legales y eficaces en bien de la niñez. 
En 1860 vuelve a campaña y marcha otra vez a Jalisco, quedando bajo el mando del general Felipe Berriozábal. Villagrán participó en la derrota que sufrieron las fuerzas reaccionarias en el Puente de Calderón, el 1 de noviembre de 1860, huyendo así Leonardo Márquez. El 22 de diciembre de 1860 en las lomas de San Miguel Calpulalpan, en el Estado de México, se libró la Batalla de Calpulalpan, Villagrán y sus compañeros tomaron parte activa en esta batalla, que puso fin a la Guerra de Tres Años.
Melchor Ocampo fue fusilado el 3 de junio de 1861 y este hecho provocó que Santos Degollado fuera en busca de los asesinos de Ocampo, dirigiéndose primero a Toluca, acompañado del General Berriozábal, Jefe de la División del Estado de México, en cuya compañía se hallaba también Villagrán. El 15 de junio de 1861, Degollado fue emboscado en el Monte de las Cruces, ahí tanto Berriozábal como Villagrán, se percataron que el partido reaccionario estaba nuevamente de pie. 
El 7 de julio de 1861, el militar conservador Tomás Mejía, solicita al Comandante de la guarnición de Huichapan, el liberal José Guadalupe Ledesma, que estaba acompañado de Villagrán y de un reducido número de hombres, que debería reconocer la legitimidad del Gobierno de Tacubaya. Ledesma le respondió que, «la fuerza que defiende su plaza tiene deberes sagrados que cumplir y a ellos no faltará rindiendo las armas». Así comenzó el ataque a Huichapan, en donde Ledesma recibió un tiro en un ojo causándole muerte instantánea. Villagrán y sus soldados lograron refugiarse en las montañas.

## Invasión francesa y Segundo Imperio Mexicano
Villagrán fue investido como alcalde, tomando protesta el 1.º de enero de 1862. Con aprobación del Ministerio de Guerra, recogió los objetos de plata del templo parroquial y se enviaron a la Ciudad de México para ser vendidas y con su producto comprar armas. Como autoridad legítima, respaldó con todo su pueblo, la protesta del Congreso del Estado de México expedida el 12 de julio de 1862, en la que se condenó el establecimiento de la monarquía en México, así como también rechazó la llamada «Acta de Adhesión». En su gestión como alcalde, cuyo encargo duró hasta 1864, concluyó la construcción del tanque grande llamado Jagüey del Curato, la fuente principal y su acueducto.
El 16 de enero de 1864, el jefe reaccionario Lucas Ramírez junto con sus hombres, emprendió la marcha sobre Nopala y Villagrán ya había congregado al vecindario, notificándoles que al no contar con los elementos necesarios para defender la plaza, siendo además inconveniente el hacer sufrir a la población las consecuencias de una resistencia inútil, entonces se refugiarían en las cuevas, barrancas y bosques. Así los franceses y las fuerzas reaccionarias saquearon y prendieron fuego al pueblo de Nopala. 
En 1866, Villagrán junto con 200 hombres aproximadamente, se dirigió a la serranía de Pachuca y cooperó con los demás jefes de guerrillas. El 1 de noviembre de 1866 organizaron la batida que da por resultado el ataque a Pachuca. Nueve días después, la destrucción del destacamento austríaco, cerca de Real del Monte y el 14 de noviembre la toma de ambas plazas. Reorganizado el gobierno del 2º distrito del Estado de México, a cuya jurisdicción pertenecía Nopala, Villagrán quedó a las órdenes de José María Martínez de la Concha. En marzo de 1867, Villagrán fue designado para cuidar San Cristóbal Ecatepec.
El 31 de marzo de 1867, Márquez que se dirigía rumbo a Puebla, se encontró con Villagrán y éste le causó 80 bajas y muchos heridos. Al sitiarse la plaza de México, donde se encerró Márquez después de su derrota, Villagrán quedó asignado al sector de Tlalnepantla, posteriormente fue enviado a resguardar el camino del interior, situándose en la Hacienda de Arroyozarco.

## Muerte
El 2 de agosto de 1867 a causa de una enfermedad, fallece en Huichapan, Hidalgo. El 29 de enero de 1868, el Congreso del Estado de México, del cual fue parte integrante el hoy Estado de Hidalgo, concedió al pueblo de Nopala el sobrenombre de Villagrán.